# Naufal Azman
Naufal Azman (* 10. Juli 1998 in Singapur), mit vollständigen Namen Naufal bin Azman, ist ein singapurischer Fußballspieler.

## Karriere
Naufal Azman stand von 2018 bis 30. Juni 2019 bei den Young Lions unter Vertrag. Die Young Lions sind eine U23-Mannschaft, die 2002 gegründet wurde. In der Elf spielen U23-Nationalspieler und auch Perspektivspieler. Ihnen soll die Möglichkeit gegeben werden, Spielpraxis in der ersten Liga, der Singapore Premier League, zu sammeln. Für die Lions absolvierte er 16 Erstligaspiele. Vom 1. Juli 2019 bis 15. Oktober 2020 war er vertrags- und vereinslos. Am 16. Oktober 2020 nahm ihn der Erstligist Hougang United unter Vertrag. Hier spielte er 16-mal bis Ende 2021 in der ersten Liga. Die Saison 2022 wurde er vom ebenfalls in der ersten Liga spielenden Balestier Khalsa verpflichtet. Für Balestier bestritt er 13 Erstligaspiele. Zu Beginn der Saison 2023 wechselte er zum Ligarivalen Geylang International.